# Kate Harvey
Kate Harvey (1862-1946), qui écrit sous le pseudonyme de K Harvey, est une physiothérapeuthe, journaliste, écrivaine, théosophiste et militante suffragette britannique. Atteinte de surdité, membre de la Société théosophique, elle tient une institution d'accueil pour enfants handicapés à Bromley. 
Elle s'engage pour le droit de vote des femmes et fonde la Women's Freedom League (« Ligue pour la liberté des femmes ») aux côtés de sa compagne, la suffragiste Charlotte Despard, qui en devient présidente. Figure secondaire dans l'histoire du suffragisme britannique, elle est néanmoins créditée du plus important acte de résistance fiscale de toute la campagne suffragiste, pour lequel elle est condamnée à deux mois de prison. 
Elle écrit plusieurs pièces de théâtre, dont l'une, Baby, est jouée par The Pioneers Players, la troupe de théâtre expérimentale et féministe d'Edith Craig

## Biographie
Mère de trois filles, elle devient très jeune veuve. Atteinte de surdité, elle ouvre une institution d'accueil pour enfants handicapés à Bromley. Elle rencontre Charlotte Despard, jeune veuve elle aussi, qui avait ouvert un centre social à Wandsworth. Les deux femmes deviennent très proches et débutent une relation amoureuse.
Par l'entremise de Charlotte Despard, alors membre de la Women's Social and Political Union (« Union sociale et politique des femmes »), Kate Harvey se rapproche des milieux suffragistes et s'engage pour le droit de vote des femmes. En 1907, elle fait sécession de la WSPU et participe à la création de la Women's Freedom League (« Ligue pour la liberté des femmes »), non-violente et plus démocratique, dont Charlotte Despard devient présidente. Harvey, elle, en devient la porte-parole. Elle devient également directrice de publication de The Vote, le journal de la WFL. 
Également membre de la Women's Tax Resistance League (« Ligue féminine de résistance fiscale »), et suivant la maxime libérale anglo-saxonne « No taxation without representation » (en) (« Pas de taxation sans représentation »), elle refuse de payer ses taxes à l'état, notamment les cotisations patronales sur l'emploi de sa domestique. Confrontée à un ordre de saisie de ses biens par l'administration fiscale, elle se barricade chez elle pendant six mois, jusqu'à ce qu'un huissier ne réussisse à pénétrer chez elle avec une barre à mine. 
L'année suivante, alors qu'elle est à nouveau condamnée pour non-paiement de ses taxes, elle se barricade à nouveau chez elle, après avoir déclaré au tribunal qu'elle « préférait mourir » avant que de payer des impôts. il faut un bélier pour procéder à la saisie de ses biens. La presse s'empare de l'affaire, le hasard voulant que la domestique en question se nomme Asquith – comme le premier ministre Herbert Asquith. Le gouvernement décide de faire un exemple et Kate Harvey est condamnée à deux mois de prison. Elle est envoyée dans la seconde section de la prison de Holloway, avec les criminelles de droit commun, alors que Clemence Housman, pour des faits similaires, avait été dans la première section, plus confortable. Sa santé se détériore rapidement, mais elle refuse de voir un médecin et demande la venue d'un homéopathe, demande qui lui est refusée. Les autorités craignant qu'elle ne meure en cellule, elle sera libérée au bout d'un mois. 
Elle s'intéresse également à la théosophie et devient membre de la Société théosophique, comme Charlotte Despard et d'autres membres de la WFL. Son établissement pour enfants handicapés est renommé Brackenhill Theosophical Home School et fonctionne désormais en autogestion, propose un régime végétarien, et adopte dans certaines activités la pédagogie Montessori. 
Pendant la Première Guerre mondiale, elle s'oppose, avec les membres de la WFL, à l'injonction à participer à l'effort de guerre et milite pour la paix au sein du Women's Peace Council. 
En 1921, Charlotte Despard quitte Kate Harvey dans des circonstances mal connues, déménage en Irlande et s'éprend de Maud Gonne. Kate Harvey décède en 1942.

## Hommages
Après son mois passé à la prison de Holloway, ses camarades décernent à Kate Harvey une médaille, représentant une porte de prison et portant l'inscription « Décernée à Melle K Harvey par les femmes suffragistes après qu'elle a été en prison pour résistance fiscale ». En 2005, cette médaille est vendue aux enchères et achetée pour 840 livres sterling.

## Sources
(en) Paul Vallely, « Women's suffrage movement: The story of Kate Harvey », The Independent,‎ 24 novembre 2005 (lire en ligne)